# Залізниця Кюло — Модан
45°32′57″ пн. ш. 6°17′51″ сх. д. / 45.5491° пн. ш. 6.2974° сх. д.
Залізниця Кюло — Модан (фр. Ligne de Culoz à Modane, італ. Ferrovia Culoz-Modane) — залізниця завдовжки 135 км, що прямує від Кюло поблизу Шамбері через Сен-Жан-де-Мор'єнн до Модана у Франції.
Разом з італійською залізницею Турин — Модан її часто називають «залізницею Фрежюс» або «залізницею Мон-Сені».
Попри те, що вона пролягає під перевалом Фрежюс, її іноді називають залізницею Мон-Сені, тому що з давнини до відкриття залізничного тунелю Фрежюс в 1871 році, більшість людей використовували перевал Мон-Сені для пересування між Францією та Італією.
У 1868—1871 рр. тимчасова залізниця Мон-Сені проходила через перевал Мон-Сені, для сполучення французької та італійської залізниці.
Залізниця Кюло — Модан належить і управляється SNCF, а лінія Модан — Туріна, яка сполучається з нею, управляється FS.

## Історія
Залізницю Віктора Еммануїла, яка містила залізницю Кюло — Модан через Савою та залізницю Турин — Модан через П'ємонт, побудовано в 1850-х роках Королівством Сардинія та названо на честь свого короля Віктора Еммануїла II.

Дільницю Кюло — Сен-Жан-де-Морієн відкрито в 1856—1858 рр.
До 1860 року Сардинія містила Савою і П'ємонт.
Однак в 1860 році Савойю та графство Ніцца анексовано Францією.
У 1862 році залізниця Кюло — Модан стала частиною залізниці Париж — Ліон — Марсель
,
і лінію продовжено до Сен-Мішель-де-Морієн.

Решта дільниці Сен-Мішель — Модан і тунель до Італії відкрито 16 жовтня 1871 року

12 грудня 1917 року військовий потяг на швидкості зійшов з рейок біля Сен-Мішель-де-Морієн, загинуло кілька сотень солдатів.

## Опис

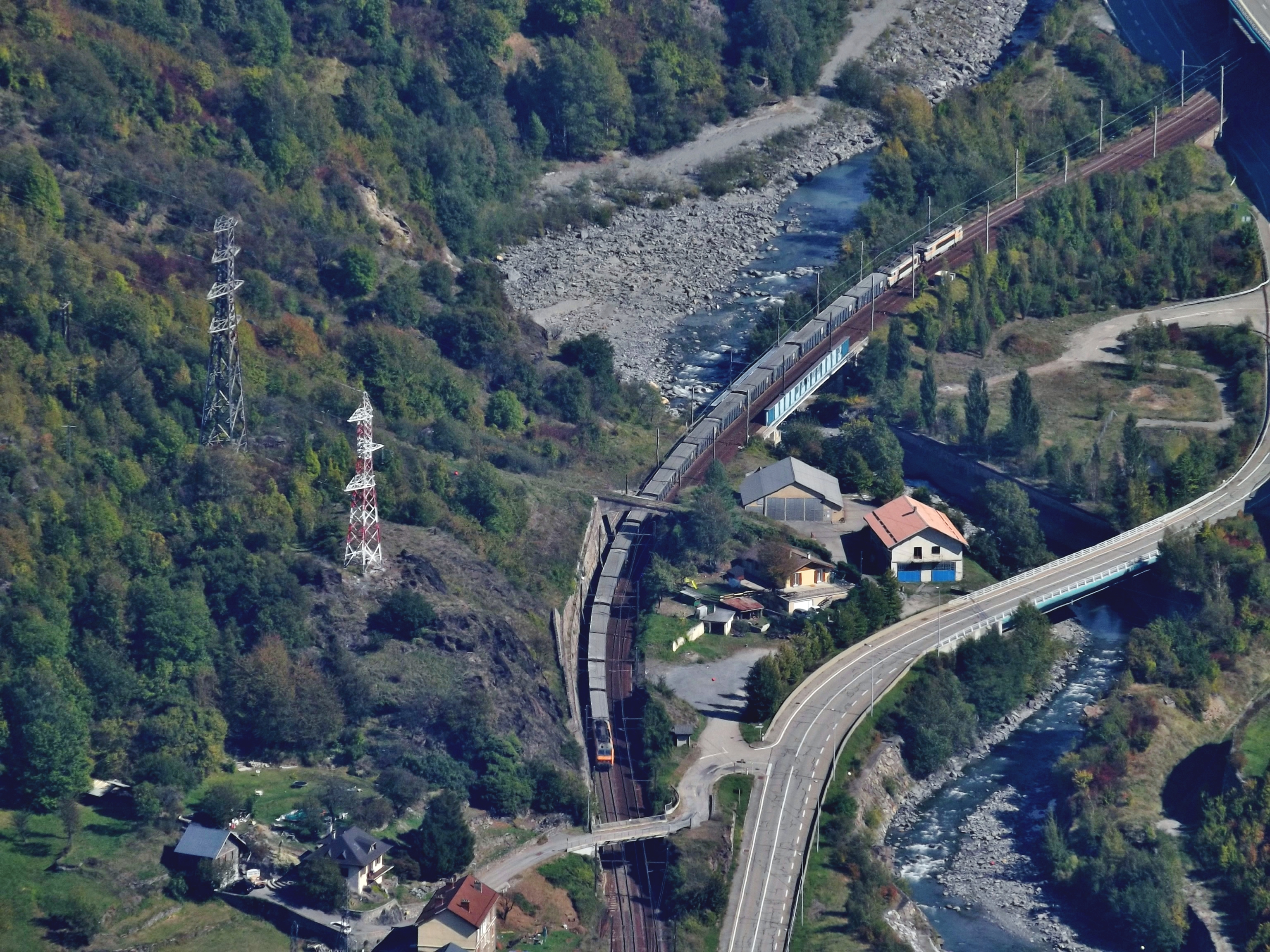
Вантажний поїзд перетинає

Дільниця завдовжки 20 км Сен-Мішель — Моданом на північній стороні тунелю Мон-Сені має максимальний похил (градієнт) 3 %, середній похил 2,1 % і найменший радіус кривизни 350 м.
Було необхідно зведення опорних конструкцій у складних районах із небезпекою зсувів, а також тунелів загальною довжиною 4624 м.
Дільниця завдовжки 41 км між Бардонеккією та південним порталом тунелю Мон-Сені має максимальний похил 3 %, середній похил 2,05 % і найменший радіус кривизни 450 м.
На цій дільниці побудовано 18 мостів і 26 тунелів загальною довжиною 8115 м.
У 1925 році дільницю Модан — Шамбері електрифіковано 1,5 кВ постійного струму з використанням третьої рейки.
Це найвища напруга, яка коли-небудь використовувалася на третій рейці в залізничних мережах Європи.
У 1976 році третю рейку замінили на повітряний провід.